# Bornsen (Saksen-Anhalt)
Bornsen is een plaats en voormalige gemeente in de Duitse deelstaat Saksen-Anhalt, en maakt deel uit van de Landkreis Altmarkkreis Salzwedel.
Bornsen heeft een bevolking van 355 mensen.